# 9081 히데아키안노
9081 히데아키 안노(9081 Hideakianno)는 1994년 11월 3일에 발견된, 소행성대의 소행성이다. 구마코겐 천체관측관의 나카무라 아키마사가 발견하였다. 나카무라는 고등학교 동창인 안노 히데아키의 이름을 소행성에 명명하였다.